# Tundla Railway Colony
Tundla Railway Colony è una suddivisione dell'India, classificata come census town, di 11.983 abitanti, situata nel distretto di Firozabad, nello stato federato dell'Uttar Pradesh.